# 始皇帝の暗殺未遂
始皇帝の暗殺未遂（しこうていのあんさつみすい）は、古代中国の歴史書『史記』『戦国策』などに語られる、始皇帝の暗殺未遂となった事件である。六国（燕・韓・魏・斉・楚・趙）を滅ぼして中華を統一した始皇帝は、六国の残党の恨みを買い、生涯で4度、生命の危機にあった。1度目は秦王時代、2度目以降は皇帝時代に起きている。中でも1度目の燕の荊軻の暗殺未遂と、3回目の韓の張良の暗殺未遂が有名である。中国語圏では荊軻刺秦または荊軻刺秦王（簡体字: 荆轲刺秦王）という名前の故事として知られる。

## 荊軻による暗殺未遂

### 背景
燕は弱小な国であった。太子丹はかつて人質として趙の邯鄲で過ごし、同じ境遇の政と親しかった。政が秦王になると、丹は秦の人質となり12年間、咸陽に住んだ。このころ、彼に対する秦の扱いは礼に欠けたものになっていた。『燕丹子』という書によると、帰国の希望を述べた丹に秦王政は「烏の頭が白くなり、馬に角が生えたら返そう」と言った。ありえないことに丹が嘆息すると、白い頭の烏と角が生えた馬が現れた。やむなく秦王政は帰国を許したという。丹は秦に対し深い恨みを抱くようになった。
両国の間にあった趙が滅ぶと、秦は幾度となく燕を攻め、燕は武力では太刀打ちできなかった。丹は非常の手段である暗殺計画を練り、荊軻という刺客に白羽の矢を立てた。

### 荊軻
荊軻は衛の人であった。読書と剣術を好んで修行、日々酒を酌み交わし、若くして諸国を放浪して遊説術を学んでいた。
荊軻は、諸国の旅から衛に帰国した後に官僚を志して、衛の君主である元君に謁見し、旅で学んだ遊説術に基づいた国家議論を大いに述べたが、元君は全く聞き容れなかった。こうして荊軻は挫折しそれ以来遊侠に身を投じた。ある時に剣術論のことで智蓋聶（ち こうじょう）という者と言い争って喧嘩になりかけたが、智蓋聶が荊軻を睨むと荊軻はすぐに退散した。また邯鄲を訪れたとき、六博の規定をめぐって魯句践（ろ こうせん）という者と喧嘩になりかけたが、魯句践が凄んで荊軻に対して大声を出すと荊軻はすぐに退散した。こうして荊軻は臆病者と笑われたが、荊軻はいたずらに些細な事で命を落とす危険を冒すことはしなかった。
その後、燕に入り、一人の狗殺人と高漸離という筑（ちく、弦楽器の一種）を良く奏でる者と親しくつきあった。燕の市に行っては酒を飲み酔いしれ、高漸離の筑の伴奏で市中で歌い楽しみ、やがては泣き始めるという有様は、あたかも周りに誰も存在しないかのようであった（傍若無人）。酒飲みとつきあう状況でも荊軻は読書を好み、各地の賢人や豪傑・有徳者たちと相結び、やがて当地の実力者の田光に賓客として遇された。

### 刺客
政に対して刺客を送ることを考えた丹は田光に相談し、田光は荊軻を推挙した。丹が帰る時に「この事はご内密に」と言ったことで、田光は荊軻に話を告げた後で「太子に疑念を持たせたのは私の不徳の為すところだ」と自ら首をはねた。
刺客の依頼を受けた荊軻は、用心深い政に謁見するための策を考えた。その策とは、一つが、燕でも最も肥沃な土地である督亢（とくごう、現在の河北省保定市涿州市・高碑店市）を差し出すこと。もう一つが、もとは秦の将軍で、政が提案した軍の少数精鋭化に対し諫めたために政の怒りに触れ一族を処刑され、燕へ逃亡してきていた樊於期（はん おき）の首を差し出すこと。
これをすれば政も喜んで荊軻に会うだろうと丹に提案するが、丹は領地割譲はともかく、自分たちを頼って逃げてきた人間を殺すことはできないと断った。彼の苦悩をおもんぱかった荊軻は直接、樊於期に会い「褒美のかかっているあなたの首を手土産に、私が秦王にうまく近づき殺すことができたならば、きっと無念も恥もそそぐことができるでしょう」と頼んだところ、樊於期は復讐のためにこれを承知して自刎し、己の首を荊軻に与えた。
丹は暗殺に使うための鋭い匕首を天下に求め、遂に古代中国の越国にいた伝説的な刀匠徐夫人の匕首を百金を出して手に入れた。この匕首に毒で焼きを入れさせ死刑囚で試し斬りを行なったところ、斬られて死なぬ者はいなかった。

### 旅立ち
紀元前227年、丹は刺客の相棒として秦舞陽（しん ぶよう）と言う者を荊軻に付けようとした。秦舞陽は13歳で人を殺し、壮士として有名であったが、荊軻は秦舞陽のことを頼りにならぬ若造だと見抜き、遠くに住む旧友を同行者に加えようと待機していた。しかし丹が荊軻の出発をたびたび急かし、怖気づいたのではないかと疑いはじめたため、荊軻は仕方なく秦舞陽を連れて出発することに決めた。
やがて出発の日が訪れる。丹をはじめ、事情を知る見送りの者は全て喪服とされる白装束を纏い、易水（えきすい、黄河の北を流れる）のほとりまで荊軻たちにつき従った。彼らは全て涙を流し、荊軻の親友の高漸離は筑を奏でて見送った。この時に荊軻が生還を期さない覚悟を詠んだ
「風蕭々（しょうしょう）として易水寒し。壮士ひとたび去って復（ま）た還（かえ）らず　風蕭蕭兮易水寒　壮士一去兮不復還　」
という詩句は、史記の中で最も有名な場面の一つされる。
これを聴いた士たちは、だれもが感情の昂ぶりの余りに凄まじい形相となった。そして荊軻は車に乗って去り、ついに後ろを振り向くことは無かった。

### 暗殺未遂

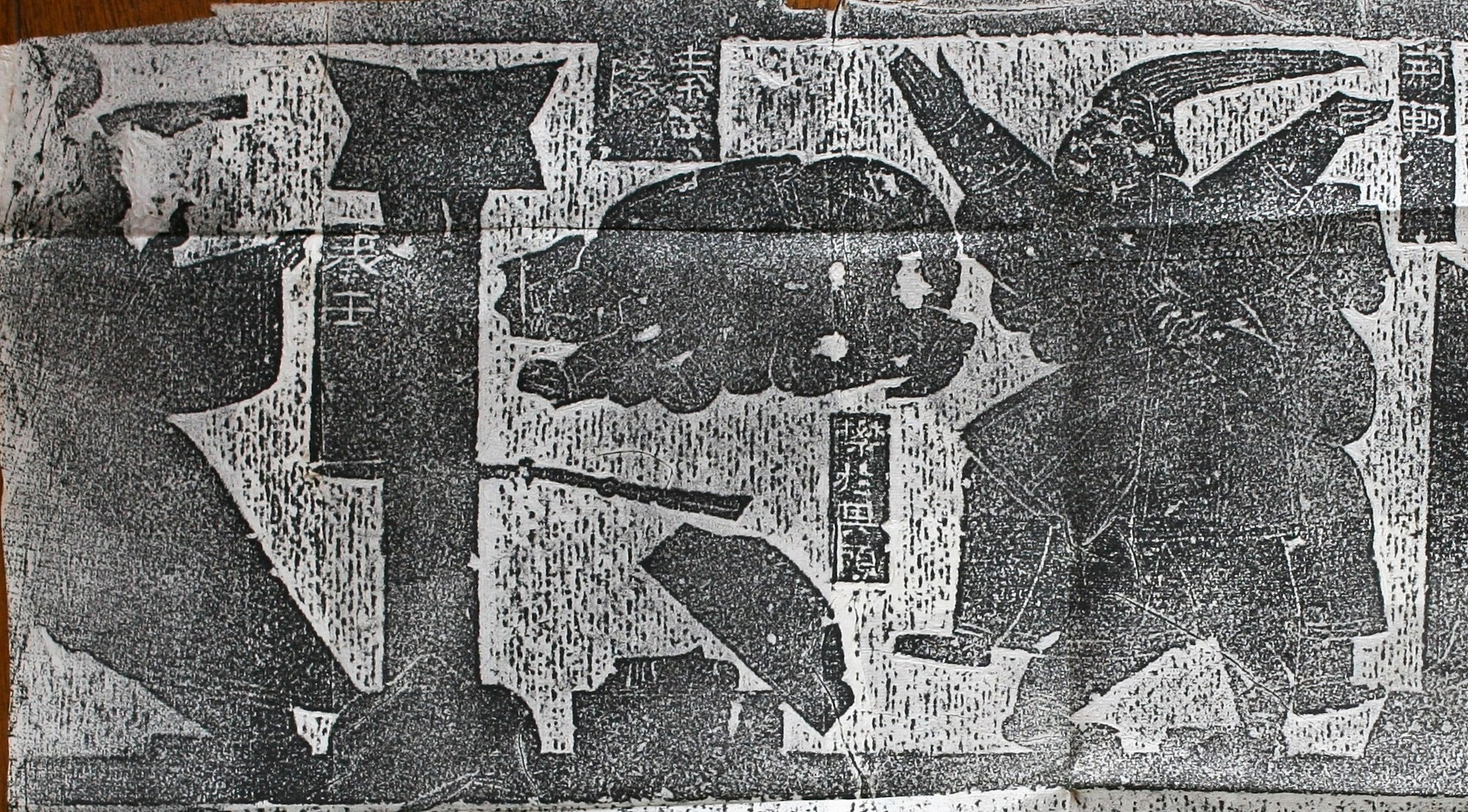
逃げる秦王政（左）と襲いかかる荊軻（右）。中央上に伏せる者は秦舞陽、下は樊於期の首。武氏祠石室。

秦王政20年（前227年）、荊軻は秦舞陽を供に連れ、督亢（とくごう）の地図と秦の裏切り者の樊於期の首を携えて秦王政への謁見に臨んだ。秦舞陽は手にした地図の箱を差し出そうとしたが、恐れおののき秦王になかなか近づけなかった。荊軻は、「供は天子の威光を前に目を向けられないのです」と言いつつ進み出て、地図と首が入る二つの箱を持ち進み出た。受け取った秦王政が巻物の地図をひもとくと、中に隠していた匕首が最後に現れ、荊軻はそれをひったくり秦王政へ襲いかかった。秦王政は身をかわし逃げ惑ったが、護身用の長剣を抜くのに手間取った。宮殿の官僚たちは武器所持を、近衛兵は許可なく殿上に登ることを秦の「法」によって厳しく禁じられ、大声を出すほかなかった。しかし、従医の夏無且が投げた薬袋が荊軻に当たり、剣を背負うよう叫ぶ臣下の言に秦王政はやっと剣を手にし、荊軻を斬り伏せた。二人のいつわりの使者は処刑された。

### 影響
秦王政は激怒し、燕への総攻撃を仕掛けた。暗殺未遂の翌年には国都薊を落とした。荊軻の血縁をすべて殺害しても怒りは静まらず、ついには町の住民全員も虐殺された。その後の戦いも秦軍は圧倒し、遼東に逃れた燕王喜は丹の首級を届けて和睦を願ったが聞き入れられなかった。

## 高漸離による暗殺未遂

### 高漸離
荊軻と非常に親しい間柄だった高漸離は筑の名手であった。燕の滅亡後に身を隠していたが筑の演奏が知られ、始皇帝にまで聞こえ召し出された。ところが荊軻との関係が露呈してしまった。この時は腕前が惜しまれ、眼をつぶされることで処刑を免れた。こうして始皇帝の前で演奏するようになったが、復讐を志していた。

### 暗殺未遂
高漸離は筑に鉛塊を仕込み、それを振りかざして始皇帝を打ち殺そうとした。しかしそれは空振りに終わり、高漸離は処刑された。この後、始皇帝は滅ぼした国に仕えた人間を近づけないようにした。

## 張良による暗殺未遂

### 背景
張良の祖父の張開地は韓の昭侯・宣恵王・襄王の相国を務め、父の張平は釐王・桓恵王の相国を務めていた。『史記索隠』では、その祖先は韓の公族であり、周王室と同じ姫姓であったが、秦による賊探索から逃れるために張氏に改名したことになっている。
父の張平が死んでから20年が経った後、秦が韓を滅ぼした。その時にはまだ張良は年若く、官に就いていなかった。韓が滅びたのは紀元前230年で、普通20歳にもなれば成人であり、父が死ぬ間際に生まれた訳でなければ張良も官位に就いているはずである。しかし滅亡寸前の国なので、20歳を過ぎてなお官に就けなかったということもあり得るため、韓が滅亡した時点で20代前半とも考えられる。また、項伯よりも年下との記述がある。
祖国を滅ぼされた張良は復讐を誓い、全財産を売り払って復讐の資金とした。弟が死んでも、費用を惜しんで葬式を出さなかったという。
張良は同志を求めて東へ旅をし、倉海君という人物に出会い、その人物と話し合って屈強な力士を借り受けた。

### 暗殺未遂
紀元前218年、第2回巡遊で一行が陽武近郊の博浪沙（現在の河南省新郷市原陽県の東）という場所を通っていた時、突然120斤（約30kg）の鉄錐が飛来した。これは別の車を砕き、始皇帝は無傷だった。この事件は、滅んだ韓の貴族だった張良が首謀し、怪力の勇士を雇い投げつけたものだった。
始皇帝は自らを暗殺しようとした者に怒り、全国に触れを回して捕らえようとした。そこで張良は偽名を使って下邳（現在の江蘇省徐州市の東の邳州市）に隠れた。

## 咸陽での襲撃
始皇31年（紀元前216年）、始皇帝が4人の武人だけを連れたお忍びの夜間外出を行った際、蘭池という場所で盗賊が一行を襲撃した。この時には取り押さえに成功し、事なきを得た。さらに20日間にわたり捜査が行われた。